# Luigi Pirovano (arbitro)
Luigi Pirovano (Monza, 1º aprile 1900 – Villasanta, 5 febbraio 1988) è stato un arbitro di calcio italiano.

## Carriera
Ha arbitrato dai primi anni trenta fino all'inizio della seconda guerra mondiale. Ha diretto il suo primo incontro in Serie A il 29 dicembre 1935, nell'incontro Napoli-Palermo (3-0). Invece lala sua ultima partita diretta nella massima serie è stata Venezia-Juventus (1-1) del 19 maggio 1940.
Nella massima serie ha diretto complessivamente diciotto partite.